# Perfect Strangers (песня)
«Perfect Strangers» — песня британской хард-рок группы Deep Purple с одноимённого альбома, вышедшего в ноябре 1984 года. Песня была выпущена в качестве сингла.

## История
Музыкальная тема, которая легла в основу песни, была сочинена Ричи Блэкмором ещё во времена Rainbow. Инструментальную часть из песни можно услышать на бутлеге Difficult to Cure Sessions, записанном в 1980 году.
Песня представляет собой монолог духа из прошлого жизни (от его лица поётся песня), обращённый к современникам. Текст песни вдохновлён книгами Майкла Муркока о Элрике.
Это одна из немногих песен Deep Purple, в которой не звучит гитарное соло, но гитарист Ричи Блэкмор назвал её своей любимой песней Deep Purple.
Иэн Гиллан на концертах нередко объявлял песню Perfect Strangers как Perfect Street Rangers. На концертах песню Perfect Strangers Гиллан обычно заканчивает строкой I don’t want to taste your poison… (Я не хочу пробовать твоего яда…) из арии Гиллана Gethsemane (I Only Want to Say) из рок-оперы «Иисус Христос — суперзвезда».

## Участники
- Ричи Блэкмор — гитара
- Иэн Гиллан — вокал
- Роджер Гловер — бас-гитара
- Джон Лорд — орган
- Иэн Пейс — барабаны

## Кавер-версии
- норвежская группа Dimmu Borgir на альбоме Abrahadabra (в качестве бонус-трека)
- американская прог-метал-группа Dream Theater выпустила песню на EP A Change of Seasons, а также исполнила её на BBC Radio вместе с вокалистом Iron Maiden Брюсом Дикинсоном.
- норвежский певец Йорн Ланде записал свою версию песни на кавер-альбоме Unlocking the Past (2007); песня также звучала на концертах.
- финский дуэт Тимо Котипелто и Яни Лииматайнен исполняли эту песни на концертах и записали студийную версию для альбома Blackoustic.